# Rudi Wairata
Diederich Gijsbrecht Christo Wairata (1930, Ternate - 1981, Róterdam), conocido artísticamente como Rudi Wairata. Fue un cantante y músico indonesio, junto con George de Fretes, fue también un destacado músico en la guitarra hawaiana. Su tema musical titulado "Rock'n Roll Breezes", fue todo un éxito en el género Indo-rock.

## Biografía
Nació en Ternate, Indias Orientales Neerlandesas (actual Indonesia), el 25 de diciembre de 1930 o 1932. Parece que no hay años específicos de su nacimiento. Aprendió a tocar la guitarra tras escuchar temas musicales como "Sol Ho'opi'i" y "Andy Iona records". Su familia se trasladó a Java cuando tenía unos 11 años de edad. Allí trabajó para mejorar sus habilidades con la guitarra mientras realizaba sus estudios escolares. En 1949, formó parte de un grupo musical llamado Raindrops, junto a la orquesta de Cleber Jos, en la que fueron transmitidas por Radio Yakarta. En 1950, ganó una beca en música y se fue a Europa.
En 1950, Rudi Wairata fundó su primer grupo musical llamado Mena Moeria Minstrels, que contó con la participación de Joyce Aubrey, la exesposa de George De Fretes y Ming Luhulima. Después de haber alcanzado el éxito con Mena Moeria Minstrels, comenzó con otro grupo musical llamado Amboina Serenaders. Este grupo tenía la misma línea de los integrantes anteriores de Mena Moeria Minstrels, con la excepción de uno de sus integrantes adicionales que era un vibráfono. En 1957, el sello RCA lanzó su primer tema musical titulado "Rock and Roll and Breezes", que fue respaldado por "Mahalani Papado". Esto atribuyó a Rudi Wairata, para formar parte de otra banda musical llamado "His Hawaiian Minstrels". En 1958 se unió también a otro grupo musical llamado Kilima Hawaiians. En la que grabaron su primer tema musical titulado "Whistling Guitar", que contó con efectos de sonido como de aves con su guitarra. Mientras que His Hawaiian Minstrels se encontraban de gira, realizando rondas en las bases militares estadounidenses, Rudi Wairata decidió quedarse en Alemania después de la gira. Fue reemplazado por Coy Pereira.
En 1976 su álbum titulado "The Suara Nusantara", fue lanzado por el sello EMI-Bovema. Rudi Wairata falleció en Róterdam, Países Bajos, en 1981.

## Discografía de Rudi Wairata
Singles
- Rudy Wairata - "Tia Tato E Tamoure" / "Schöne Südsee Orchidee" - CNR F 388 - (1965)[1]

Álbumes
- Rudi Wairata - Rudi Wairata presents with love from the Islands "The Suara Nusantara" - EMI-Bovema Holland – 5C 050-25415 - (1976)
- Rudi Wairata/Roy Moana - Good Old Hawaii - GIP GL 55.068, DURECO GL 55.068 - (1978)[2][3]

## Rudi Wairata con His Mena Moeria Minstrels
- Rudi Wairata & His Mena Moeria Minstrels – Beautiful Hawaii - Dureco 51.002 - (1962)
(Note: The cover says Rudi Wairata & His Mena Moeria Minstrels but label says Muing Luhulima un The Mena Moeria Minstrels)
- Rudi Wairata & His Mena Moeria Minstrels – Waikiki Welcome - Dureco 51.055 - (19??)
- Rudi Wairata & His Mena Moeria Minstrels  – With Love From....Rudi Wairata & His Mena Moeria Minstrels - Capri – CA 32-G - (1972)
- Rudi Wairata & His Mena Moeria Minstrels  – Love And Music From ... Hawaii - Capri CA 161 - (Circa 1974)
- Rudi Wairata & His Mena Moeria Minstrels – Lovely Hula Girl, Sweet Sweet Steel Guitar Series No. 3 - Maple MA-1003 - (1974)

### Rudi Wairata con Amboina Serenaders
Singles
- The Amboina Serenaders o.l.v. Rudi Wairata - "Hela Rotan" / "Goro Goro Né" - RCA 45 170 - (1955)
- Rudi Wairata & zijn Amboina Serenaders - "Panggajo E Panggajo" / "Sarinandé" - RCA 48 102 - (1955)
- Rudi Wairata & zijn Amboina Serenaders - "Ajo Mama" / "Kami Berlajar" - RCA 48 106 - (1955)
- Rudi Wairata & zijn Amboina Serenaders - "Bintang Malam" / "Toma Hasa" -  RCA 48 112 - (1955)
- Rudi Wairata & zijn Amboina Serenaders - "Heimwee Naar Ambon" / "Meisjelief" -  RCA 48 113 - (1955)
- Rudi Wairata & zijn Amboina Serenaders - "Soerabaja" / "Klappermelk Met Suiker" - RCA 48 117 - (1956)
- Rudi Wairata & zijn Amboina Serenaders - "E-tanasé" (Roeierslied) / "Waktoe Potong Pad" - CID 48 119 - (1956)
- Rudi Wairata & zijn Amboina Serenaders - "Binta Ingin Mau Poelang" / "Ramai Dendang" -  RCA 48 123 - (1956)
- Rudi Wairata & zijn Amboina Serenaders - "Bali Bali Boogie" / "Als De Tokèh" - RCA 48 130 - (1956)

Reproducción
- Rudi Waitara presents his Amboina Serenaders Vol. 1
"Panggajo E Panggajo", "Sarinandé" / "Hoera Hoera Tjintjin", "Ajo Mama" - RCA 75 152, CID 75 152 - (1956)
- Rudi Waitara presents his Amboina Serenaders Vol. II
"Hela Rotan", "Nona Pédédé" / "Goro Goro Né", "Kami Berlajar" - RCA 75 153 - (1956)
- Rudi Waitara presents his Amboina Serenaders Vol. III
"Soerabaja", "Meisjelief" / "Klappermelk Met Suiker", "Heimwee Naar Ambon" - RCA 75 158 - (1956)
- Rudi Wairata & zijn Amboina Serenaders - Amboina
"E Tanasé", "Waktoe Potong Padi" / "Ramai Pendang", "Binta Ingin Mau Poelang" -  RCA 75 172, CID 75 172
- Rudi Wairata & zijn Amboina Serenaders 
"Autoderma", "Sioh Manis" / "Waltz Ampir Ziang", "Nona Manis" -  CID 75 865 - (1956)[1]

Álbumes
- Rudi Wairata and his Amboina Serenaders  – Amboina -  RCA – 130.153[4]

### Rudi Wairata con Hawaiian Minstrels
Singles
- Rudi Wairata & his Hawaiian Minstrels - "My Hula Love" / "Waltzing At Dawn" - RCA 45 003 - (1958)
- Rudi Wairata & his Hawaiian Minstrels - "Mahalani Papado" / "Rock And Roll And Breezes" - RCA 45 004 - (1958)
- Rudi Wairata & his Hawaiian Minstrels - " Kilohara" / "Ua Ua" - RCA 47 9246 - (1958)
- Rudi Wairata & his Hawaiian Minstrels - "Hawaiian Wedding Song" (Ke Kali Nei An) / "Minehaha" - RCA 47-9247 - (1959)
- Rudi Wairata & his Hawaiian Minstrels - "Hawaiian Choo Choo" / "South Sea Swing" - RCA 4/60216 - (1960)[1]

### Rudi Wairata & his Serenaders
- Rudi Wairata & his Serenaders - "Dajoeng Sampan" / "Ladjoe Ladjoe" -  RCA 45 004 - (1985)
- Rudi Wairata & his Serenaders - "Omdat Ik Van Je Hou" / "My Ambon Manise É"  - RCA 45 006 - (1958)[1]

### Con Ke Aloha Hawaiian
Singles
- "Sweet Georgia Brown" / Orange Grove Of California" - CNR F 204 - (1959)
- "The One Rose" / "Fascinating Rhythm" - CNR F 205 - (1959)[5]

### Das Moana Quartett
Singles
- Das Moana Quartett - "Maui-chimes" / "Holoku-waltz" - "Ariola 45 267 A - (1961)
- Das Moana Quartett - "Kaiwahu-Marsch" / "On the beach of Waikiki" - Ariola 10 954 AT - (1963)

Reproducción
- Von Manilla bis Hawaii
"Maui Chimes", "Mauna-Kea" / Tomi Tomi", "Holoku Waltz" - Ariola 36 461 C - (1961)
- Rudy Wairata & Das Moana Quartett - Am Strand von Waikiki
"Kaiwahu March", "Blue Hawaii" / "Honolulu March", "On The Beach Of Waikiki" -  Ariola 40 090 CT - (1961)
- Rudy Wairata & Das Moana Quartett - Waikiki Melodie
"Kaiwahu March", "Blue Hawaii", "Honolulu March", "On The Beach Of Waikiki" -  Baccarola 41 888 VU - (1961)[6]

### Rudy Wairata con Hawaiian Boys
Singles
- Rudy Wairata & his Hawaiian Boys - "Aloha Rag" / "Catamarán" - Teener 45-STU 42143 - (1962)
- Rudy Wairata & his Hawaiian Boys - "Der Blaue Hawaii Express" / "Die Faszinierende Hawaiian Gitarre" - 777 63-03 - (1963)
- Rudy Wairata & his Hawaiian Boys - "Taruna Serenade" / "Bora Bora Marsch" - 777 63-09 - (1963)
- Rudy Wairata and his Hawaiian Boys - "Steel Guitar Rag" / "Bora Bora Marsch" - Teener 45-STU 42190 - (1963)[1]

### Rudy Wairata and his Kilima Hawaiians
Álbumes
- Rudy Wairata and his Kilima Hawaiians - Rudy Wairata And The Kilima Hawaiians - CNR GA 5015 - (1963)
- Rudi Wairata en de Kilima Hawaiians  – Hawaiian Melodies - CNR HAS 5099
- Rudi Wairata en de Kilima Hawaiians – Kapulani March -  CNR 241.371 - (1972)[4]

### Rudi Wairata Und Sein Hula Girls
- Rudi Wairata Und Sein Hula Girls - "Hula Lu" / "Sweety, Sweety Von Tahiti" - Decca D 19 697 - (1965)[7][1]

### Rudy Wairata con Oriental Four
- Rudy Wairata and the Oriental Four – The Magic Of The Orient - Music For Pleasure – 1A022-58163 - (1981)[4]